# سوهان‌ماهی بادبان‌نخی
سوهان‌ماهی بادبان‌نخی (نام علمی: Stephanolepis cirrhifer) نام یک گونه از سرده تاج‌پولک است.